# Mellitidia gressitti
Mellitidia gressitti là một loài Hymenoptera trong họ Halictidae. Loài này được Michener mô tả khoa học năm 1965.